# Orestes Quintana
Pour les articles homonymes, voir Quintana.
 (mai 2019).
Si vous disposez d'ouvrages ou d'articles de référence ou si vous connaissez des sites web de qualité traitant du thème abordé ici, merci de compléter l'article en donnant les références utiles à sa vérifiabilité et en les liant à la section « Notes et références ».
Orestes Quintana Vigo, né en 1880 à Barcelone et mort le 4 avril 1909 dans la même ville, est un footballeur et rameur olympique espagnol.

## Biographie
Avec son frère Arquímedes, Orestes Quintana pratique l'aviron au Real Club de Regatas de Barcelone (qui devient ensuite le Real Club Marítimo), club dont il devient par la suite dirigeant. Il participe aux épreuves d'aviron aux Jeux olympiques de 1900 à Paris aux côtés de José Fórmica-Corsi, Juan Camps, Antonio Vela et Ricardo Margarit. 
Comme souvent chez les «sportsmen» de son époque, Orestes Quintana pratique aussi d'autres sports. Il joue au football avec le FC Barcelone et pratique l'arbitrage. Entre 1900 et 1901, il joue au poste d'attaquant avec le Barça. En 1902, il est un des fondateurs avec Ricardo Margarit du Rowing Football Club, équipe créée par les membres du Real Club de Regatas.
Orestes Quintana est aussi un pionnier du journalisme sportif en Espagne en tant que rédacteur du journal Los Deportes. 
Il meurt à l'âge de vingt-huit ans d'une tuberculose.